# 大肚基督長老教會
大肚基督長老教會隸屬於台灣基督長老教會的台中中會，至今已經有115年的歷史。位於台中市大肚區。

## 歷史

### 教會開始的波折
大肚基督長老教會剛開始時有許多人參與在其中，最開始的時候是1879年甘為霖牧師在大肚隔壁的茄投，就是現在的龍井區，開始作傳福音的工作，之後設立了福音堂。1903年彰化長老教會在大肚設立分會。之後有一位女性叫做趙林過，當時患了「臭腳」，於是去到蘭大衛醫生所在的彰化醫館，也是現在的彰化基督教醫院，趙女士在這裡聽到福音，也很希望在大肚這個地方也能夠有一個教會；當時梅鑑霧牧師也在大肚一帶做街頭佈道，蘭醫生與梅牧師是多年的宣教夥伴，聽到趙女士的期望後也決定在大肚設立教會。剛開想在茄投(現在的龍井區])租店鋪，卻遇到許多攔阻；主要是因為當時大肚一代的人都在拜媽祖，基督教被認為是外國人的宗教，被稱為「蕃仔教」，受到很大的歧視。有時是屋主拒絕租屋，或是有鄰居在聚會時間會來到教會敲鑼打鼓，這之間有許多的衝突與阻攔，後來趙女士將自己住的土角厝捐出來做教會的使用地，而趙女士自己將不遠的菜園再改建為自己的家，梅牧師與藍醫生為她的奉獻十分的感激，於是給了趙女士五十元作為買建築材料與工資。趙女士的三間土角厝中，一間被修建成教堂、一間為客廳、一間為宿舍，於1904年1月27日，大肚禮拜堂落成禮拜，有林學恭牧師主持聖餐，有60人參與禮拜。 開始聚會後，逼迫並沒有因此而減少，落成禮拜後一年，有一個禮拜天聚會時，趙女士家遭到自己親族中的不良少年偷取財物，損失的有衣物、長板凳、煮飯用的醬料、兩大甕的菜脯被偷；其原因都是為了捐獻土地的事情，家中親族因而產生對趙女士家的怨恨。

### 宣教士的投入
教會一開始時有許多當地人反對，然而也有人因為宣教士們不懈怠地傳教而信主。梅鑑霧牧師常常在大肚地區佈道，他常常在路上敲鑼喊著：「上帝的兒子不見了！」來吸引人聽福音。其中一位信主的是趙鴻岸先生，三十歲左右的他在日軍佔領台灣時擔任斬首官，因為工作的關係，他常常受到左鄰右舍的指指點點，他的心裡總是充滿著不平安。有一天他在路上聽到梅鑑霧牧師用台語喊著：「上帝的兒子不見了！」因此而進入教會，受洗成為基督徒。另外還有陳來全先生，聽到梅鑑霧牧師傳講人是天生地養的道，而在大肚教會全家受洗成為基督徒，還成為第一代的長老，也成為彰化基督教醫院前身的彰化醫館中與人傳福音的同工之；陳來全長老也以唱聖詩來作為他佈道的方式。 另外還有甘為霖牧師、英國基督長老教會的蘭大衛醫生、彰化教會林學恭傳道、牛桃灣教會長老黑皮叔、廉德烈牧師等人在茄投地區作醫療與傳福音的工作。

### 逐年歷史
1919年教會新建土角厝禮拜堂，可以容納80人次。1935年4月1日黃俟命牧師就任大肚教會，在1936年2月18日經台中中會第七回義會命黃牧師成為大肚教會的小會議長。 1935年新竹－台中地震有芮氏7.1的規模，導致教會的所有建築物都倒塌，當時住在龍井的陳柑木長老將自己的倉庫借給教會聚會使用。1937年教會因國內外的資助，南部大會眾教會募捐贈與四千圓資助教會重建，教會活動又恢復在大肚地區。同年教會增長為60人聚會，台中中會第八回議會准大肚教會升格為獨立堂會，黃牧師為小會議長。因為第二次世界大戰，也因教會奉獻的緊縮，黃牧師帶領大家建立教會自己的一塊田地，每期的收稻可以幫助教會的經常費奉獻。也在這年黃牧師受員林長老教會聘請，離開大肚教會。 1939年謝清宜傳道在大肚教會被按立為牧師，在1943年在彰化基督教醫院過世，享年40歲。1943年呂春長被按立為第二任牧師，這時戰爭最為激烈，呂牧師一家還需要自己在河邊抓蝦子養活一家人，也因為物質窮乏的原因，不得不兼職門諾會山地巡迴醫療傳道的工作，在1950年離任。同年吳德元牧師赴任大肚教會，在1952年就任為大肚教會第三任牧師。1953年，教堂屋頂因為受到白蟻侵害，花了4700圓修理，1961年大肚教會第四次建堂，這次是用鋼筋水泥來建構新堂，周圍的土牆也都改為磚造圍牆，花費11萬2千5百圓修建，三個月完工，新堂可容納160人。 1968年與泰雅族梨山教會締結為姊妹教會。1982年新的教師館與牧師館重建，總花費174萬4千圓，同年慶祝設教80週年。 1986年7月27日吳牧師退休感恩禮拜，吳牧師在大肚教會37年，被任為名譽牧師。1986年8月10日黃義滿牧師就任大肚教會第四任牧師。1988年1月17日會員和會通過新堂重建議案。1989年黃牧師離任前往巴西牧會。1990年4月15日翁嘉昌牧師就任為第五任牧師，同日上午舉行第五次建堂奠基感恩禮拜。1995年7月17日黃雅恩牧師到教會赴任。1998年2月第五期建堂開始動工，拆毀原有的禮拜堂，興建地上四層樓與地下一樓的新禮拜堂，也是目前現有的禮拜堂。建堂期間借用黃偉弟兄與張燕芳長老在榮華街的店面聚會。同年6月吳德元牧師蒙主恩召，享
年83歲，在磐頂教會為吳德元牧師舉行追思禮拜。同年8月1日新堂落成，舉行感恩禮拜。2002年2月9日在大肚鄉福山村分設榮神教會，聘彭榮恩傳道牧會。2010年8月29日榮神教會升格堂會，第一任牧師，林仁謙牧師受職。2013年3月31日慶祝大肚教會建堂110年。2015年5月1日黃雅恩牧師請假，中會委派蔡識珍牧師擔任小會議長。2016年1月1日黃雅恩牧師離職。2月26日陳崇銘牧師擔任小會議長。10月23日林仁謙牧師擔任小會議員。2017年陳建廷傳道赴任，於12月3日封立為牧師，成為大肚教會第七任牧師。